# Mochy
Mochy [pronunciación en polaco: /ˈmɔxɨ/] es un pueblo en el distrito administrativo de Gmina Przemęt, dentro de Distrito de Wolsztyn, Voivodato de Gran Polonia, en el centro-oeste de Polonia. Se encuentra aproximadamente 10 kilómetros al oeste de Przemęt, 14 kilómetros al sur de Wolsztyn, y 68 kilómetros al sudoeste de la capital regional, Poznań.
El pueblo tiene una población de 1,600 habitantes.